# (2169) Taïwan
(2169) Taiwan est un astéroïde de la ceinture principale.

## Description
(2169) Taiwan est un astéroïde de la ceinture principale. Il fut découvert le 9 novembre 1964 à Nanking par l'observatoire de la Montagne Pourpre. Il présente une orbite caractérisée par un demi-grand axe de 2,79 UA, une excentricité de 0,05 et une inclinaison de 1,5° par rapport à l'écliptique.

## Nom
L'astéroïde a été nommé d'après Taïwan, province insulaire de la Chine, par les découvreurs chinois de l'observatoire de la Montagne Pourpre en 1964. Taïwan, est un État souverain d'Asie de l'Est, dont le territoire s'étend actuellement sur l'île de Taïwan, ainsi que d'autres îles avoisinantes, celles de la province du Fujian et les îles Pescadores. Taïwan est revendiqué par la république populaire de Chine.